# Pedro Comestor

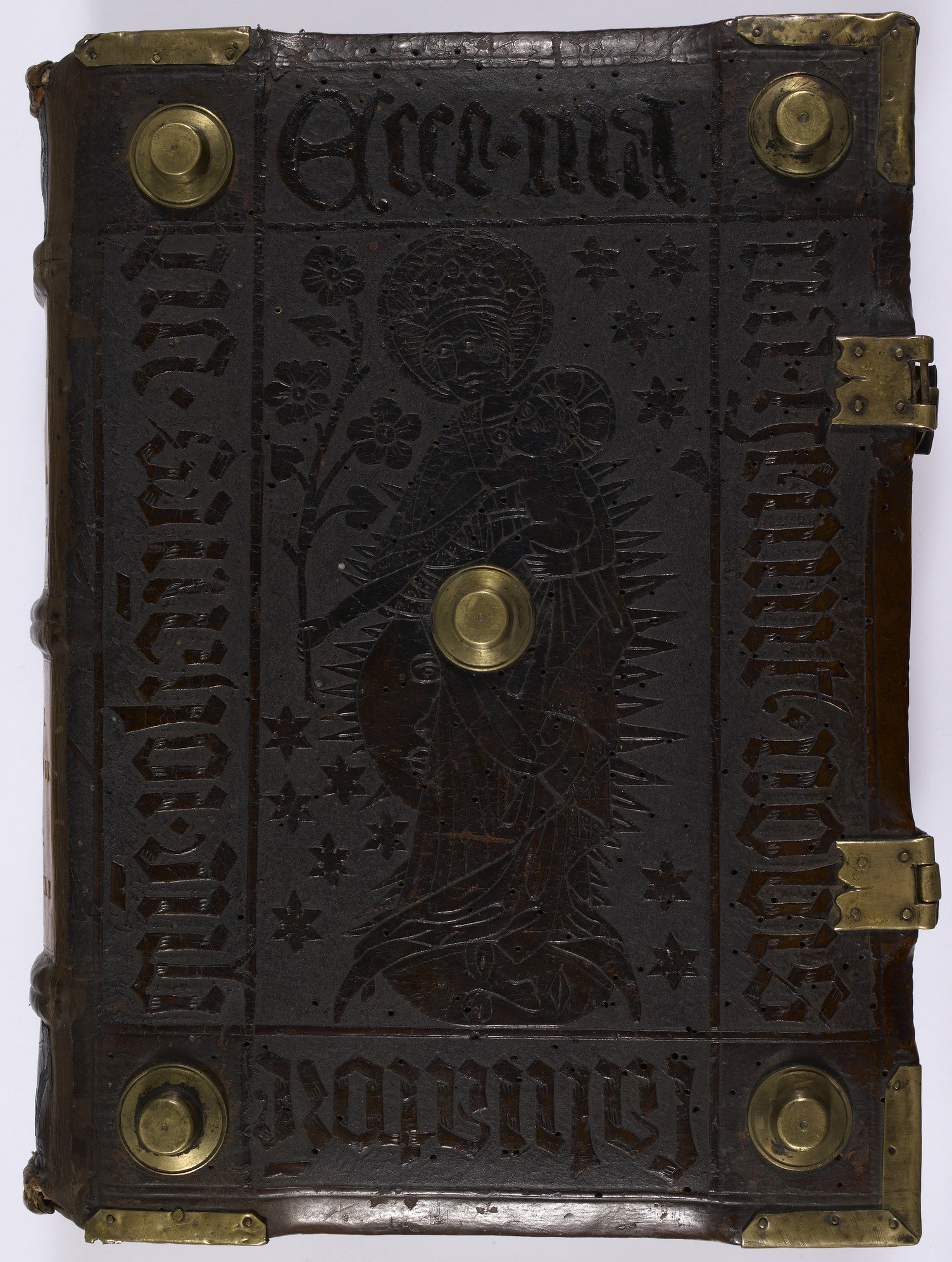
Capa de um manuscrito da "Historia Scholastica" na Biblioteca Britânica.

Pedro Comestor (em latim: Petrus Comestor; c. 1178) foi um teólogo francês do século XII. O epíteto "Comestor" ("devorador"), que Pedro ganhou ainda em vida, demonstra a admiração de todos por sua erudição: ele era um "devorador de livros". O próprio Pedro fazia referência ao epíteto em seus sermões e seu suposto epitáfio dizia: "Petrus eram ... dictusque comestor, nunc comedor." ("Era Pedro...e chamado de devorador: agora fui devorado."). 

## Biografia
Nascido em Troyes, Pedro iniciou sua vida religiosa na Igreja de Notre-Dame da cidade e neste época assinava como "Presbyter Trecensis". Antes de 1148, tornou-se deão do capítulo e recebeu um benefício em 1148. Por volta de 1160, passou para o capítulo de Notre-Dame de Paris e, no mesmo ano, substituiu Eudes (Odon) como chanceler e tornou-se o responsável pela escola teólogica da catedral.
Foi em Paris que Padro compôs sua "Historia Scholastica" e dedicou-a ao bispo de Sens, Guillaume aux Blanches Mains (r. 1169–76). O papa Alexandre III ordenou que o cardeal Pedro de São Crisógono permitisse que o chanceler Pedro cobrasse uma pequena taxa ao conferir licenças para ensinar, uma autorização de cunho estritamente pessoal. Logo depois, o próprio cardeal mencionou Pedro ao papa como sendo um dos três homens mais cultos da França.
No final de sua vida, retirou-se para a Abadia de São Vítor e tornou-se cônego. Morreu e foi enterrado ali por volta de 1178.

## Obras
Sua "Historia Scholastica" é uma espécie de história sagrada composta para estudantes. Ele começa com a narrativa da Criação e continua até o último dos incidentes nos Atos dos Apóstolos; todos os livros da Bíblia estão contidos nela, portanto, exceto os de natureza puramente didática como o Livro da Sabedoria, os Salmos, os profetas e as epístolas.
Pedro frequentemente se baseia em autores profanos, especialmente Flávio Josefo para o período inicial dos Evangelhos, mas há muitos erros e fábulas no texto. A obra está dividida em vinte livros com breves apêndices com informações geográficas e etimológicas no final de cada capítulo. Como atesta a grande quantidade de manuscritos sobreviventes, a obra gozou de enorme sucesso durante toda a Idade Média, principalmente a famosa "Bíblia Historiale", uma tradução da "Vulgata" para o francês.
Entre suas obras estão comentários sobre os Evangelhos, alegorias sobre as Escrituras e um comentário moral sobre São Paulo, nenhum deles publicado até o momento.
Os sermões de Pedro também sobreviveram em diversos manuscritos, geralmente assinados com outros nomes, e uma série completa autoritativa ainda não foi publicada. Como exemplo, 51 sermões de Comestor foram publicados erroneamente sob o nome de Pedro de Blois e outros tantos sob o nome de Hildeberto de Mans. O sermão no qual a palavra "transubstanciação" ocorre, o 93º, é de Pedro Comestor (e não de Hildeberto). Porém, a palavra já havia aparecido antes de 1150 na obra de Roland Bandinelli, o futuro papa Alexandre III.
Outras coleções, como a de 114 sermões copiados em São Vítor antes de 1186 ou os 12 manuscritos nas bibliotecas de Paris, ainda não foram publicados. Como pregador, Pedro era sutil e pedante em seu estilo, como era moda na época e convinha à plateia de acadêmicos e professores que se juntava à volta do púlpito do chanceler. Os sermões atribuídos a ele durante sua estadia em São Vítor são mais simples, com um tom mais instrutivo e natural. Finalmente, alguns versos atribuídos a Pedro e uma coleção de máximas chamada "Pancrisis", provavelmente a que ainda existe num manuscrito em Troyes.

## Atribuição
- "Peter Comestor" na edição de 1913 da Enciclopédia Católica (em inglês).  Em domínio público.